# Willem Wissing (architect)
Willem (Wim) Wissing (Rijswijk, 27 september 1920 – Rotterdam, 20 september 2008) was een Nederlands architect en stedenbouwkundige.

## Biografie
Wissing trad in 1947 in dienst bij Willem van Tijen. Kort daarvoor had hij tijdens het lustrumbal van het Rotterdamsch Studenten Gezelschap de rechtenstudente Marianne Bornkamp (1925-1996) ontmoet, met wie hij op 17 september 1949 trouwde. In 1955 begon hij een eigen bureau, onder de naam 'Bureau Wissing, architectuur en stedebouw', met negen personeelsleden.
Voor het gezin Wissing, dat inmiddels was uitgebreid met twee kinderen, zoon Wisso (1951) en dochter Hester (1954), was de woning in de Rotterdamse Zuidpleinflat te klein geworden. Omdat Wissing sinds 1955 als stedenbouwkundig adviseur aan Barendrecht was verbonden, kreeg hij de kans om in 1957 zijn eigen woning met kantoor aan huis in Barendrecht te bouwen. Hij werd adviseur van diverse gemeenten.
In 1956 ontwierp Wissing de eengezinswoning Type E6100, waarvan vele duizenden werden gerealiseerd. Dit is vermoedelijk het meest gebouwde huis in Nederland, wat Wissing tevens de architect met het grootste oeuvre zou maken. In totaal werden ongeveer 12.000 woningen gebouwd naar zijn ontwerpen.
In 1965 veranderde Wissing de opzet en de naam van zijn bureau. Voortaan ging het als dubbelbureau onder de naam 'Bureaux Wissing, Architectuur, efficiënte bouwmethoden en Stedenbouw, ruimtelijke vormgeving' door het leven. De bouwkundige afdeling werd een nv en de afdeling stedenbouw bleef een particulier bureau. De opzet bestond eruit dat beide bureaus van elkaar zouden profiteren. In 1972 werden beide een bv en in 1983 werd de organisatie ondergebracht in een holding. Wissing liet met zijn pensioen in 1985 een gedegen, idealistisch bureau achter dat uiteindelijk uitgroeide tot een allround stedenbouwkundig ontwerpbureau met bijzondere aandacht voor de woonomgeving. Het bureau bestond tot haar faillissement in 2013 als 'Wissing stedenbouw en ruimtelijke vormgeving'.

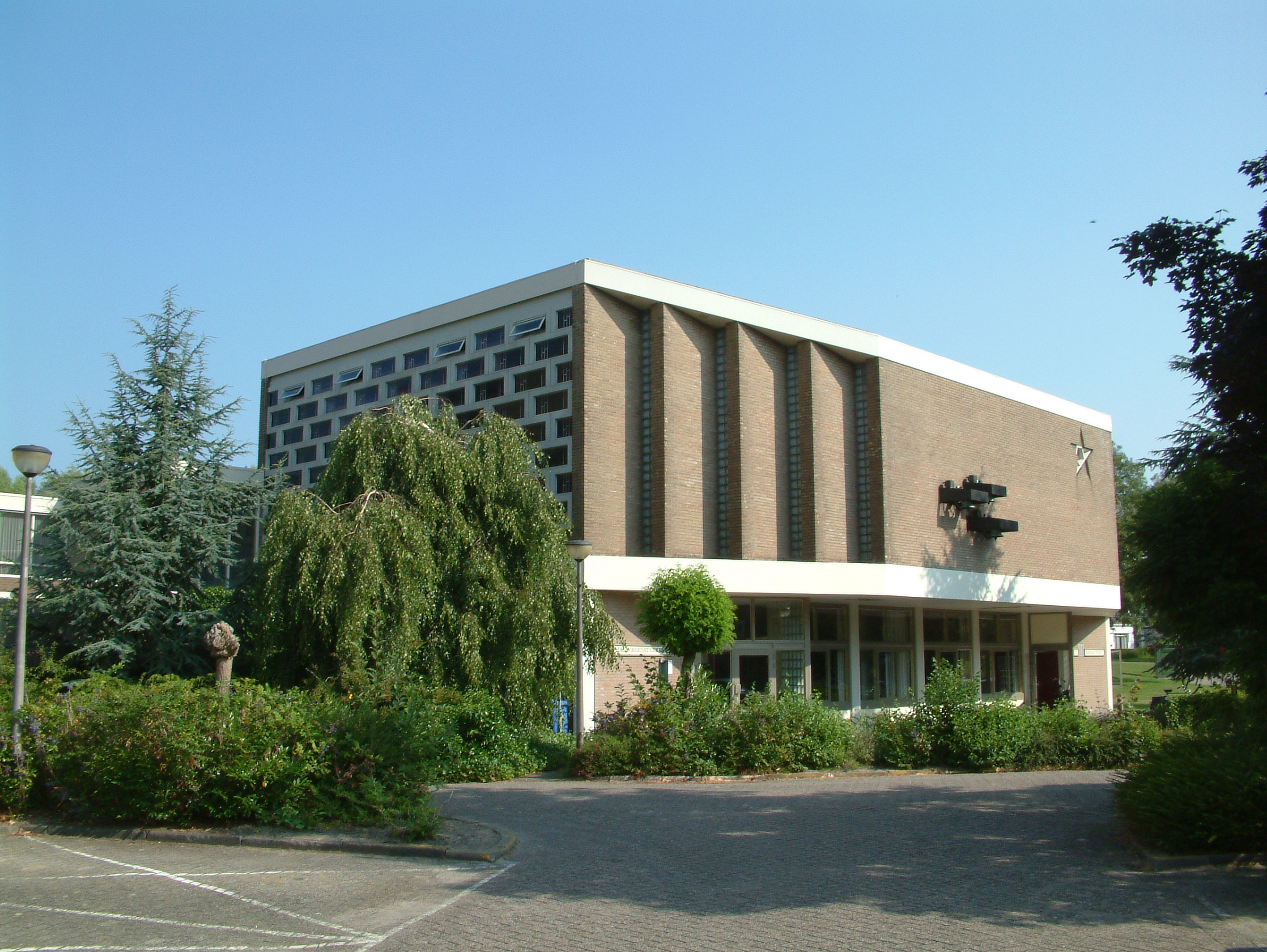
Zoetermeer: De Morgensterkerk (1965)

Ondanks zijn contacten met de avant-garde, zocht Wissing geen professionele aansluiting. De waan van de dag en de modes in de wereld van architectuur en stedenbouw gingen aan Wissing en zijn bureaus voorbij. Toch was het juist Wissing die veel voor de naoorlogse architectuur en stedenbouw heeft betekend. Veel stedenbouwkundige motieven die hij uitwerkte, zijn nu gemeengoed, zoals de woonpaden, gebundeld parkeren in parkeerhoven aan het einde van de achterpaden, gecombineerde huisvesting voor jong en oud (kangoeroewoningen), en bouwlagen scheidende betonnen banden. Het zijn geen spectaculaire vernieuwingen, maar wel zaken waaraan Wissing betekenis heeft gegeven. Hij dacht na over de functie van gebouwen, buurten, wijken, steden en regio's. Hij verplaatste zich in de gebruiker: in de kleuter, de huisvrouw, de gelovige, de bejaarde, de automobilist, de bestuurder van de vuilniswagen. Wissing vroeg zich af welke wensen de gebruiker heeft en waar hij zich gelukkig mee zou voelen. Hij had grote aandacht voor de meest alledaagse aspecten van een woonbuurt en ontwierp met veel zorg voor sfeer en woonomgeving.
Hoewel in Wissings oeuvre geen wereldberoemde projecten voorkomen, is zijn werk toch van groot belang geweest. In de eerste plaats heeft Wissing als architect en volkshuisvester met zijn gestandaardiseerde woningen een bijdrage geleverd aan het lenigen van de naoorlogse woningnood. Ten tweede heeft hij als stedenbouwkundige zijn sporen nagelaten met consistente stedenbouwkundige ontwerpen, bestemmingsplannen en structuurplannen voor kleine en grote steden, plattelandsgemeenten, groeikernen, stads- en streekgewesten. Wissings ontwerpen kenmerken zich door hoogwaardige stedenbouwkundige kwaliteit en verfijnd vakmanschap, die men in grote steden gewend was, maar destijds in kleine steden en plattelandsgemeenten zelden zag. In de derde plaats heeft Wissing onderzoek gedaan naar fenomenen als bebouwingsdichtheid, hoogbouw, woonwensen van bewoners, wenselijke stadsgrootte, en de woning van de toekomst. Deze onderzoeken leverden een bijdrage aan de discussie en hebben geleid tot nieuwe inzichten.